# Penha do Capim
Penha do Capim é um distrito do município brasileiro de Aimorés, no interior do estado de Minas Gerais. Segundo o censo demográfico de 2022, realizado pelo Instituto Brasileiro de Geografia e Estatística (IBGE), sua população era de 997 habitantes e havia 411 domicílios particulares permanentes ocupados. Possui área de 128,41 km² conforme a Fundação João Pinheiro (FJP). Foi criado pela lei estadual nº 673 de 5 de setembro de 1916, juntamente à emancipação de Aimorés.
De acordo com o IBGE, em 2010 a população era de 1 155 habitantes e havia 548 domicílios particulares.